# Canal Sur
Canal Sur é um canal de televisão aberta autonómico espanhol, o canal principal de Rádio e Televisão de Andaluzia (RTVA), a radiotelevisión autonómica de Andaluzia.

## História
O sinal foi lançado o 28 de fevereiro de 1989, coincidindo com a festividade do dia de Andaluzia.
A televisão autonómica andaluza nasceu com a intenção de servir como instrumento de informação e participação para os andaluces na sociedade, a cultura e a política do país. Ademais, pretendia ser um médio de difusão dos valores históricos, culturais e linguísticos de Andaluzia.

## Logotipo

Logotipo usado desde 2011.